# La collana (racconto)
La collana (La Parure) è un racconto di Guy de Maupassant, pubblicato per la prima volta il 17 febbraio 1884 dal quotidiano Le Gaulois ed inserito in volume nella raccolta Racconti del giorno e della notte dell'anno successivo. La storia è presto divenuta una delle più popolari dello scrittore francese, famosa soprattutto per la sua conclusione.

## Trama
La bella Mathilde Loisel ambisce a vivere in una posizione sociale elevata, ma suo marito Charles è un semplice dipendente statale e percepisce un salario modesto. Un giorno l'uomo ottiene l'invito a un prestigioso ricevimento: Mathilde vorrebbe andarci, ma lamenta di non avere nulla da indossare. Charles rinuncia allora all'acquisto di un fucile perché la moglie possa comprarsi un abito di seta. Non avendo nessun gioiello per adornarlo, Mathilde chiede in prestito alla sua facoltosa amica Jeanne Forestier una collana di diamanti.
I Loisel si recano al ballo, dove Mathilde viene ammirata da tutti; al termine della festa, tuttavia, smarrisce la collana. Dopo molte ricerche infruttuose, i due coniugi decidono di acquistarne una identica; per pagarla saranno costretti a chiedere un forte prestito. Mathilde dà quindi a Jeanne la nuova collana senza che ella si accorga della sostituzione; il debito contratto, tuttavia, condurrà i Loisel sul lastrico.
Dieci anni più tardi Mathilde, invecchiata e imbruttita, incontra casualmente Jeanne, ancora bella ed elegante; presa dal risentimento, decide d'impulso di raccontarle la verità. Costernata, l'amica le rivela che la collana non era altro che un falso di scarso valore.

## Critica

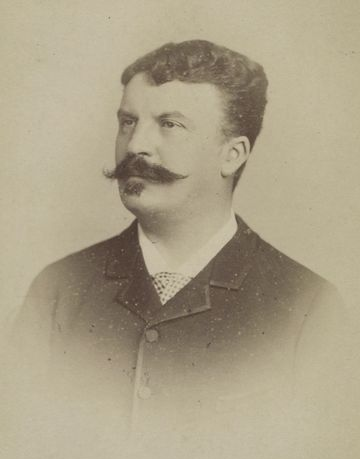
Foto-ritratto dell'autore

Per Viktor Šklovskij il racconto di Maupassant è costruito sul procedimento dell'errore. In questo caso dei gioielli falsi vengono presi per gioielli veri: Una giovane donna si fa prestare da un'amica una collana e la perde; ne compra una uguale a debito e la restituisce; consuma tutta la propria giovinezza per pagare il debito e alla fine risulta che la collana presa in prestito era falsa. Analogo meccanismo, ma di segno contrario, Maupassant lo adopera nel racconto I gioielli, dove dei gioielli autentici vengono presi per falsi. Nei racconti degli errori la confusione di due dati concetti è motivata dalla somiglianza esteriore delle situazioni, con la possibilità di un duplice significato

## Adattamenti
La collana è stata la fonte d'ispirazione per il racconto di Henry James intitolato Paste del 1899; drammatizzato come musical dal compositore irlandese Conor Mitchell nel 2007 è stato presentato al Festival di Edimburgo.
Numerose sono state le trasposizioni cinematografiche di questo racconto. Nel 1921 è stato trasposto in un film muto intitolato La collana di diamanti e diretto dal regista britannico Denison Clift e interpretato da Milton Rosmer e Warwich Ward; nel 1926 ne è stata fatta un'ulteriore riduzione cinematografica diretta dal regista cinese Li Zeyuan intitolata Un filo di perle (Yichuan Zhenzhu).
- 1909: The Necklace, regia di David Wark Griffith
- 1912: Her Hour of Triumph, regia di Archer MacMackin
- 1915: The Necklace of Pearls, regia di P. Thanhouser
- 1921: The Diamond Necklace, regia di Denison Clift
- 1925: Yichuan Zhenshu, regia di Li Zeyvan
- 1949: The Diamond Necklace, Sobey Martin
- 1952: La Parure, André Michel, nel film a episodi Trois femmes
- 1957: La Parure, film-TV di R. Favar
- 1961: La Parure, film-TV di, Carlo Rim (30 minuti)
- 1967: Smycket, nel film a episodi Stimulantia per la regia di Gustaf Molander
- 2007: La Parure, Claude Chabrol, nel programma intitolato serate con Maupassant su France 2 (30 minuti)